# Matten (Likiep)
Matten (weitere Bezeichnung: Matin, Matten-tō, Mwatten) ist ein kleines Motu des Likiep-Atolls der pazifischen Inselrepublik Marshallinseln.

## Geographie
Matten liegt im südlichen Saum des Likiep-Atolls, in der Nähe der Westspitze bei Kapenor. Nach Südosten schließt sich Tokaen an. Die Insel ist unbewohnt. 